# 第19回英国インディペンデント映画賞
第19回英国インディペンデント映画賞は2016年にイギリスで公開されたインディペンデント映画を対象とした賞で、2016年11月1日にノミネーションが発表された。なお、受賞者は同年12月4日に発表された。

## 受賞・ノミネート一覧
※受賞は太字。

### 作品賞
- 『アメリカン・ハニー』
- 『わたしは、ダニエル・ブレイク』
- 『Couple in a Hole』
- 『Notes on Blindness』
- 『アンダー・ザ・シャドウ』

### 監督賞
- ピーター・ミドルトン、ジェームズ・スピニー - 『Notes on Blindness』
- ババク・アンヴァリ - 『アンダー・ザ・シャドウ』
- アンドレア・アーノルド - 『アメリカン・ハニー』
- ケン・ローチ - 『わたしは、ダニエル・ブレイク』
- ベン・ウィートリー - 『フリー・ファイヤー』

### 主演男優賞
- マックス・レコーズ - 『アイム・ノット・シリアルキラー』
- マイケル・ファスベンダー - 『アウトサイダーズ』
- スティーヴ・ブランドン - 『My Feral Heart』
- デイヴ・ジョーンズ - 『わたしは、ダニエル・ブレイク』
- シャイア・ラブーフ - 『アメリカン・ハニー』

### 主演女優賞
- ジョディ・ウィテカー - 『Adult Life Skills』
- ヘイリー・スクワイアーズ - 『わたしは、ダニエル・ブレイク』
- サッシャ・レイン - 『アメリカン・ハニー』
- ケイト・ディッキー - 『Couple in a Hole』
- ナーゲス・ラシディ - 『アンダー・ザ・シャドウ』

### 助演男優賞
- ブレット・ゴールドスタイン - 『Adult Life Skills』
- ショーン・ハリス - 『アウトサイダーズ』
- アリンズ・ケーン - 『The Pass』
- クリストファー・ハイド - 『アイム・ノット・シリアルキラー』
- ジェイミー・ドーナン - 『ハイドリヒを撃て!「ナチの野獣」暗殺作戦』

### 助演女優賞
- ナオミ・ハリス - 『われらが背きし者』
- テリー・フェト - 『A United Kingdom』
- ジェマ・アータートン - 『ディストピア パンドラの少女』
- アヴィ・マンシャディ - 『アンダー・ザ・シャドウ』
- シャナ・スワッシュ - 『My Feral Heart』

### 新人製作者賞
- カミーユ・ガティン - 『ディストピア パンドラの少女』
- マイケル・バーリナー - 『Adult Life Skills』
- ディオーネ・ウォーカー - 『The Hard Stop』
- マイク・ブレット、ジョー＝ジョー・エリソン、スティーヴ・ジャミソン - 『Notes on Blindness』
- ポール・フェガン - 『Where You're Meant to Be』

### 新人監督賞
- ピーター・ミドルトン、ジェームズ・スピニー - 『Notes on Blindness』
- ババク・アンヴァリ - 『アンダー・ザ・シャドウ』
- アリス・ロウ - 『Prevenge』
- レイチェル・タナード - 『Adult Life Skills』
- アダム・スミス - 『アウトサイダーズ』

### 有望新人賞
- ヘイリー・スクワイアーズ - 『わたしは、ダニエル・ブレイク』
- セニア・ナニュア - 『ディストピア パンドラの少女』
- スティーヴ・ブランドン - 『My Feral Hear』
- デイヴ・ジョーンズ - 『わたしは、ダニエル・ブレイク』
- レティシア・ライト - 『Urban Hymn』

### 新人脚本家賞
- ジュリアン・バラット、サイモン・ファーナビー - 『マインドホーン』
- レイチェル・タナード - 『Adult Life Skills』
- ホープ・ディクソン・リーチ - 『The Levelling』
- エド・タルファン - 『The Passing』
- ジョン・ケアンズ、マイケル・レノックス - 『A Patch of Fog』

### 脚本賞
- ババク・アンヴァリ - 『アンダー・ザ・シャドウ』
- ポール・ラヴァーティ - 『わたしは、ダニエル・ブレイク』
- レイチェル・タナード - 『Adult Life Skills』
- アンドレア・アーノルド - 『アメリカン・ハニー』
- ビリー・オブライエン、クリストファー・ハイド -『アイム・ノット・シリアルキラー』

### 外国インディペンデント映画賞
- 『裸足の季節』  フランス, ドイツ, トルコ
- 『ありがとう、トニ・エルドマン』  ドイツ
- 『ムーンライト』  アメリカ合衆国
- 『ハント・フォー・ザ・ワイルダーピープル』  ニュージーランド
- 『マンチェスター・バイ・ザ・シー』  アメリカ合衆国

### 技術賞
- 『アメリカン・ハニー』（撮影）
- 『Supersonic』（編集）
- 『Notes on Blindness』（音響）
- 『フリー・ファイヤー』（キャスティング）
- 『ディストピア パンドラの少女』（視覚効果）

### ドキュメンタリー映画賞
- 『The Hard Stop』
- 『Versus: The Life and Films of Ken Loach』
- 『The Confession: Living the War on Terror』
- 『ダンサー、セルゲイ・ポルーニン 世界一優雅な野獣』
- 『Notes on Blindness』

### 英国短編映画賞
- 『Jacked』
- 『The Wrong End of the Stick』
- 『Mother』
- 『Rate Me』
- 『Over』

### ディスカバリー賞
- 『The Greasy Strangler』
- 『Black Mountain Poets』
- 『The Darkest Universe』
- 『The Ghoul』
- 『Gozo』

### 審査員賞
- クレア・ビンズ

### リチャード・ハリス賞
- アリソン・ステッドマン

### ヴァラエティ賞
- ナオミ・ハリス